# Zircz Péter
Zircz Péter (Pozsony, 1927. – 1999. január 11.) könyvtáros, irodalomtörténész.

## Élete
Szülővárosában érettségizett, majd a háború után Magyarországra menekült. Már joghallgatóként is különböző közigazgatási szerveknél dolgozott (Magyar Áttelepítési Kormánybizottság, Építésügyi Minisztérium, Építéstudományi Intézet, Építőanyagipari Minisztérium, Építésügy Tájékoztatási Központ). Ezeken a helyeken végzett dokumentációs feladatai vezették a könyvtárügyhöz.
Ezt követően hat éven keresztül volt igazgatóhelyettese a miskolci Nehézipari Műszaki Egyetem Központi Könyvtárának. Miskolcon a Napjaink című irodalmi és kulturális havilapnak volt rovatvezetője.
Nyolc éven keresztül a Művelődési Minisztérium Könyvtári Osztályán dolgozott. 1977. február 1-jén nevezték ki az Országos Széchényi Könyvtár főigazgató-helyettesévé. 1984. június 30-án vonult nyugdíjba.